# Katrein Frenzel
Katrein Frenzel (* 26. August 1974 in Mainz) ist eine deutsche Schauspielerin.

## Leben
Katrein Frenzel wuchs in Düsseldorf auf und besuchte von 1996 bis 1999 die Fritz-Kirchhoff-Schauspielschule in Berlin. Bekannt wurde sie in ihrer Rolle als Nonne Ruth Bächtle in Hinter Gittern – Der Frauenknast. Sie hat drei Kinder und arbeitet nebenberuflich als Hebamme sowie als Yogalehrerin in Berlin.

## Theater
- 2000: Caroussel Theater
- 2004: Spanien Tournee

## Filmografie
- 1996: Die Sache mit der Leiche (Kurzfilm)
- 1997: Die Sternbergs (ZDF)
- 1998: Tatort (Das Erste)
- 1999: Stille Frauen (Kurzfilm)
- 1999: Frühstück (Kurzfilm)
- 1999: Deadly Enemy
- 2000–2002: Hinter Gittern – Der Frauenknast (RTL)
- 2001: Streit um drei (ZDF)
- 2001: Der Gefallene (Kurzfilm)
- 2002: Shots (Diplomfilm HdM-Stuttgart)
- 2002: Unsere Mutter ist halt anders (Sat.1)
- 2004: Geerbtes Glück (Das Erste)
- 2004: Das falsche Opfer (ZDF)
- 2023: Das bleibt unter uns